# Orange (stolica tytularna)

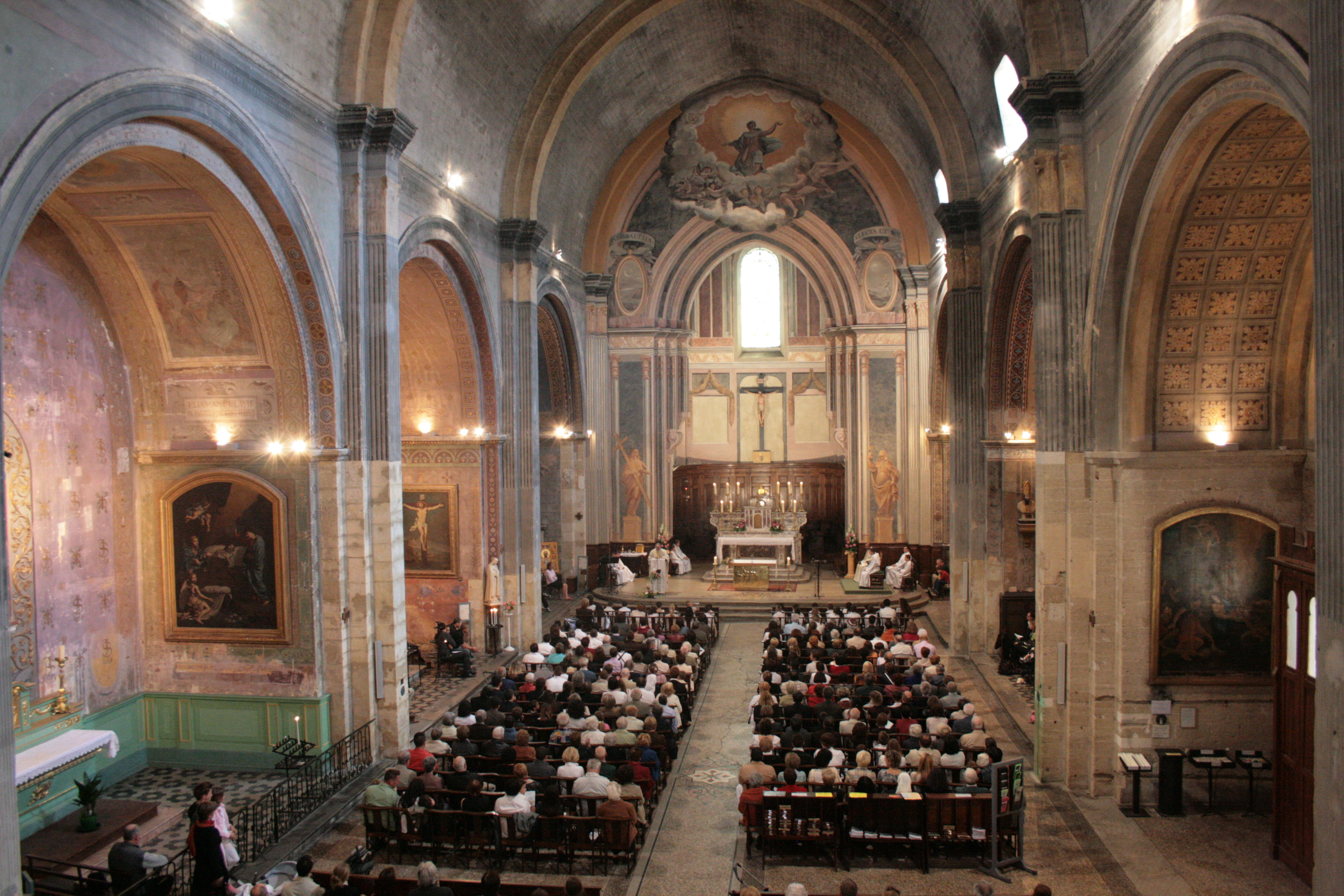
Dawna katedra diecezjalna w Orange

Orange (łac. Auraiacensis) – stolica historycznej diecezji we Francji erygowanej w roku 300, a włączonej w 1801 w skład archidiecezja Awinionu. 
Współcześnie miasto Orange znajduje się w regionie Prowansja-Alpy-Lazurowe Wybrzeże we Francji. Obecnie katolickie biskupstwo tytularne ustanowione w 2009 przez papieża Benedykta XVI. 

## Biskupi tytularni
| Lp. | Biskup      | Funkcja             | Od               | Do |
| --- | ----------- | ------------------- | ---------------- | -- |
| 1   | Julio Murat | nuncjusz apostolski | 27 stycznia 2012 |    |